# Drown (film)
Drown è un film del 2015 diretto da Dean Francis, basato su un'opera teatrale di Stephen Davis.

## Trama
Len è un campione di nuoto per salvamento, proprio come suo padre è riuscito a farsi un nome nel prestigioso circolo del surf club. Ma il suo predominio rischia di essere compromesso dall'arrivo nel club del giovane talentuoso Phil. Il nuovo arrivato non nasconde la sua omosessualità e Len attua verso di lui una serie di atti di bullismo. Con il passare del tempo, intimamente in Len nascono dei sentimenti verso Phil e il ragazzo dovrà fare i conti con desideri da sempre repressi. Len viene inoltre battuto da Phil all'annuale competizione di nuoto per salvamento. Len, insieme all'amico Meat, portano Phil a festeggiare in giro per locali tra alcool e droghe. Una spirale di gelosie, omofobia e pulsioni sessuali culminano in un tragico evento sulla spiaggia.

## Distribuzione
Nel corso del 2015 il film è stato presentato a vari festival cinematografici internazionali, tra cui Atlanta Film and Video Festival, Miami Gay and Lesbian Film Festival e FilmOut San Diego.

## Premi
- 2015 - FilmOut San Diego[1]
  - Miglior film (Dean Francis)
  - Miglior attore (Matt Levett)
  - Miglior attore non protagonista (Harry Cook)
  - Miglior fotografia (Dean Francis)
  - Miglior colonna sonora (Ian Kitney)
  - Miglior produzione (Dean Francis)
- 2015 - Melbourne Queer Film Festival
  - Miglior film